# 12929 Periboea
12929 Periboea este o planetă minoră (asteroid), cu un diametru de 54,077 km, din Asteroid troian al lui Jupiter. A fost descoperită pe 2 octombrie 1999 la Fountain Hills Observatory⁠(d) de Charles W. Juels⁠(d) și a fost numită după Periboea⁠(d). 
Obiectul prezintă o orbită caracterizată de o semiaxă mare de 5,2375734 UAi, o excentricitate de 0,0392, o înclinație de 43,45301 ° în raport cu ecliptica.